# Torröta
Torröta är en svampsjukdom som angriper grödor ur kålsläktet. Svampen kan orsaka raps att lägga sig ned över stora områden och därmed orsaka stora skördeförluster.
Torröta orsakas av Leptosphaeria maculans (anamorph Phoma lingam, tidigare kallad Leptosphaeria napi).
I Sverige forskas det på resistens mot torröra genom att studera resistens i den närbesläktade arten backtrav